# Université Tubman
L'université Tubman (en anglais : William V. S. Tubman University) est une université publique située à Harper, à l'extrême sud du Liberia.

## Source
- (en) Cet article est partiellement ou en totalité issu de l’article de Wikipédia en anglais intitulé « Tubman University » (voir la liste des auteurs).